# 麥可·貝登堡
大衛·麥可·貝登堡，第四代貝登堡男爵（英語：David Michael Baden-Powell, 4th Baron Baden-Powell，1940年12月11日—2023年7月3日）為英國AMP公司保險代理人，也是童軍運動的積極支持者。
貝登堡出生於一個著名的家族，他是第二代貝登堡男爵彼得·貝登堡和卡琳·博德曼（Carine Boardman）的次子。2019年，他在哥哥羅伯特去世後，繼承了男爵頭銜。他的祖父是世界童軍運動的創辦人羅伯特·貝登堡和奧莉芙·貝登堡，而他的曾祖父則是著名的數學家貝登·鮑威爾。

## 早年生活
麥可·貝登堡出生於南羅德西亞的西諾亞（即現在的辛巴威），是彼得·貝登堡（後來的第二代貝登堡男爵）與卡琳·克勞斯-博德曼的次子。隨著父親繼承男爵爵位，1947年全家從羅德西亞遷居英國。他在英格蘭弗蘭瀚的皮埃爾本特學校完成學業。麥可最初在發來航空廠擔任實習工程師，直到1964年4月移民澳洲，起初從事製圖工作，後來轉行成為保險銷售代理。